# Amàlia Enriqueta de Solms-Baruth
Amàlia Enriqueta de Solms-Baruth (en alemany Amalie Henriette zu Solms-Baruth ) va néixer a Klitschdorf el 30 de gener de 1768 i va morir a Karlsruhe el 31 d'octubre de 1847. Era filla de Joan Cristià II de Solms-Baruth (1733-1800) i de Frederica Lluïsa de Reuss Kostritz (1749-1798).

## Matrimoni i fills
El 30 de gener de 1789 es va casar a Klitschdorf amb Carles Lluís Hohenlohe-Langenburg (1762−1825), fill de Cristià Albert (1726-1789) i de la princesa Carolina de Stolberg-Gedern (1731-1796). El matrimoni va tenir tretze fills: 
- Lluïsa, nascuda i morta el 1789.
- Elisabet (1790-1830), casada Víctor Amadeu de Hessen-Rotenburg (1779-1834).
- Constança (1792-1847), casada amb Francesc Josep de Hohenlohe-Schillingsfürst (1787-1841).
- Emília (1793-1859), casada amb Frederic Lluís de Castell-Castell (1791-1875).
- Ernest (1794−1860), casat amb la princesa Feodora de Leiningen (1807−1872).
- Frederic Guillem, nascut i mort el 1797.
- Maria Enriqueta, nascuda i morta el 1798.
- Lluïsa (1799-1881), casada amb Adolf de Hohenlohe-Ingelfingen (1797-1873).
- Joana Enriqueta (1800-1877), casada amb Emili Cristià d'Erbach-Schönberg (1789-1829).
- Maria Agnès (1804-1835), casada amb Constantí de Löwenstein-Wertheim-Rosenberg (1802-1838).
- Gustau Enric (1806-1861).
- Helena (1807-1880), casada amb Eugeni de Württemberg (1788-1857)
- Enric (1810-1830).